# 奧利維爾·卡普
納西斯-奧利維爾·卡普-奧邦（法語：Narcisse-Olivier Kapo-Obou，1980年9月27日—），是一名出生於科特迪瓦城市阿比讓的法國職業足球員，司職中場。

## 生平

### 球會
早年
2004年夏天，卡普從歐賽爾加盟祖雲達斯，但是卡普難以適應在都靈的生活，最終在2005/06球季被外借至摩納哥。2006/07球季，卡普被外借至西甲球會利雲特，代表球上陣了30場並攻入5球。
伯明翰
2007年6月29日，卡普以300萬英鎊身價轉投伯明翰。2007年8月12日，卡普在對車路士的賽事中首次英超亮相並攻入一球。
韋根
2008年7月16日，卡普以據報350萬英鎊身價成為韋根的一員，與史提夫·布魯士故劍重逢。但當布魯士轉投新特蘭後，只在新任領隊麾下後補上陣1次，於2010年1月8日被外借到法甲布羅尼直到球季結束，季後卡普與韋根協議提前解約。
些路迪
2010年11月4日卡普以以自由身投效蘇超球會些路迪，簽約18個月，於上半季僅上陣兩次，其合約附帶於2011年1月10日按表現才延續餘下合約的條款，卡普選擇中止合約離隊。

## 國家隊
卡普雖然在科特迪瓦出生，於效力歐賽爾期間獲徵召代表法國國家隊上陣，曾參加2003年洲際國家盃並取得冠軍，賽事中在對紐西蘭取得首個國際賽入球。他亦在對埃及與塞爾維亞和黑山的友誼賽取得入球。

## 外部連結
- 足球数据库：Olivier Kapo的球员统计数据